# كاميرون (مصارعة محترفة)
كاميرون (بالإنجليزية: Cameron) هي مصارعة محترفة أمريكية، ولدت في 3 نوفمبر 1987 في لوس أنجلوس في الولايات المتحدة.

## وصلات خارجية
- كاميرون على موقع دبليو دبليو إي (الإنجليزية)
- كاميرون على موقع CageMatch worker (الإنجليزية)
- كاميرون على موقع قاعدة بيانات المصارعة على الإنترنت (الإنجليزية)
- كاميرون على موقع عالم المصارعة على الإنترنت (الإنجليزية)
- كاميرون على موقع عالم المصارعة على الإنترنت (الإنجليزية)
- كاميرون على موقع IMDb (الإنجليزية)
- كاميرون على موقع قاعدة بيانات الفيلم (الإنجليزية)